# Aizooideae
Aizooideae es una subfamilia botánica perteneciente a la familia Aizoaceae. Tiene los siguientes géneros.

## Géneros
- Acrosanthes Eckl. & Zeyh., 1837
- Aizoanthemum Dinter ex H.C.Friedrich, 1957
- Aizoön Linnaeus, 1753
- Galenia Linnaeus, 1753
- Gunniopsis Pax in Engl. & Prantl, 1889
- Plinthus Fenzl in Endl. & Fenzl, 1839
- Tetragonia C. Linnaeus, 1753
- Tribulocarpus S. Moore, 1921